# David C. Jewitt
| Entdeckte Asteroiden: 39 | Entdeckte Asteroiden: 39 |
| --- | ------------------------ |
| (10370) Hylonome 1 | 27. Februar 1995         |
| (15760) Albion 1 | 30. August 1992          |
| (15807) 1994 GV92 | 15. April 1994           |
| (15809) 1994 JS 1 | 11. Mai 1994             |
| (15820) 1994 TB 2 | 2. Oktober 1994          |
| (15836) 1995 DA 1 2 | 24. Februar 1995         |
| (15874) 1996 TL66 1 2 3 | 9. Oktober 1996          |
| (15875) 1996 TP66 1 3 | 11. Oktober 1996         |
| (15883) 1997 CR29 2 3 | 3. Februar 1997          |
| (19308) 1996 TO66 1 3 | 12. Oktober 1996         |
| (20108) 1995 QZ92 | 29. August 1995          |
| (20161) 1996 TR66 1 2 3 | 8. Oktober 1996          |
| (24952) 1997 QJ4 1 3 4 | 28. August 1997          |
| (24978) 1998 HJ151 1 3 5 | 29. April 1998           |
| (32929) 1995 QY92 | 31. August 1995          |
| (33001) 1997 CU29 1 2 3 | 6. Februar 1997          |
| (58534) Logos 1 2 3 | 4. Februar 1997          |
| (59358) 1999 CL158 1 3 | 11. Februar 1999         |
| (66652) Borasisi 1 3 | 8. September 1999        |
| (79360) Sila-Nunam 1 2 3 | 3. Februar 1997          |
| (79969) 1999 CP133 1 3 | 11. Februar 1999         |
| (79978) 1999 CC158 1 3 6 | 15. Februar 1999         |
| (79983) 1999 DF9 1 3 | 20. Februar 1999         |
| (91554) 1999 RZ215 1 3 | 8. September 1999        |
| (118228) 1996 TQ66 1 2 3 | 8. Oktober 1996          |
| (129746) 1999 CE119 1 3 | 10. Februar 1999         |
| (131695) 2001 XS254 6 7 | 9. Dezember 2001         |
| (131696) 2001 XT254 6 7 | 9. Dezember 2001         |
| (131697) 2001 XH255 6 7 | 11. Dezember 2001        |
| (134568) 1999 RH215 1 3 | 7. September 1999        |
| (137294) 1999 RE215 1 3 | 7. September 1999        |
| (137295) 1999 RB216 1 3 | 8. September 1999        |
| (148112) 1999 RA216 1 3 | 8. September 1999        |
| (148975) 2001 XA255 6 7 | 9. Dezember 2001         |
| (168700) 2000 GE147 3 6 | 2. April 2000            |
| (181708) 1993 FW 1 | 28. März 1993            |
| (181867) 1999 CV118 1 3 | 10. Februar 1999         |
| (181868) 1999 CG119 1 3 | 11. Februar 1999         |
| (181871) 1999 CO153 1 3 | 12. Februar 1999         |
| (181902) 1999 RD215 1 3 | 6. September 1999        |
| 1 zusammen mit Jane Luu 2 zusammen mit Jun Chen 3 zusammen mit Chad Trujillo 4 zusammen mit K. Berney 5 zusammen mit David J. Tholen 6 zusammen mit Scott S. Sheppard 7 zusammen mit Jan Kleyna |                          |

David C. Jewitt (* 1958 in Nord-London) ist Professor für Astronomie an der University of California, Los Angeles (UCLA). Mit seiner Doktorandin Jane Luu entdeckte er 1992 das erste Objekt des Kuipergürtels: den Cubewano (15760) Albion (vormals „1992 QB1“).

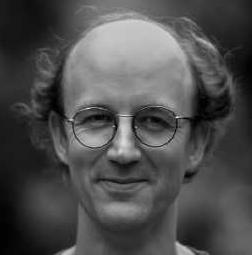
David C. Jewitt

Jewitt erwarb 1979 seinen Bachelor-Abschluss in Astronomie an der University of London und seinen Master-Abschluss 1980 am Caltech, an dem er 1983 promovierte wurde. 1983 wurde er Assistant Professor am Massachusetts Institute of Technology und wechselte 1988 an die University of Hawaii als Associate Professor und ab 1993 als Professor. 2009 wurde er Professor an der UCLA, wo er das Institute for Planets and Exoplanets leitet.
2007 war er Adjunct Professor an der National Central University in Taiwan.
Seine Forschungen beschäftigen sich insbesondere mit den Objekten des äußeren Sonnensystems, von denen er zusammen mit Kollegen bisher 39 entdeckte, und den physikalischen Eigenschaften von Kometen.
Darüber hinaus war er an der Entdeckung mehrerer kleiner Monde des Planeten Jupiter beteiligt.
Für 2012 wurde ihm der Shaw Prize in Astronomy mit Jane Luu und der Kavli-Preis für Astrophysik mit Jane Luu und Michael E. Brown zugesprochen. 1998 wurde er Fellow des University College London und 1996 Scientist of the Year in Hawaii. 1996 erhielt er einen Exceptional Achievement Award der NASA. Der Asteroid (6434) Jewitt wurde 1996 nach ihm benannt. Er ist Mitglied der National Academy of Sciences (2005), der American Academy of Arts and Sciences (2005) und der American Association for the Advancement of Science. 2006 wurde er Ehrenprofessor am nationalen astronomischen Institut der Chinesischen Akademie der Wissenschaften und 2012 auswärtiges Mitglied der Norwegischen Akademie der Wissenschaften.